# Guardians of Middle-earth
Guardians of Middle-earth är ett action-strategispel utvecklat av Monolith Productions och gavs ut av Warner Bros Interactive Entertainment. Spelet utspelar sig i Midgård som härrör från Sagan om ringen-serien, med olika tie-ins till filmserien med samma namn. Spelet gavs ut till Playstation 3 och Xbox 360 den 4 december 2012 via Playstation Network respektive Xbox Live Arcade. Ett retail-paket av spelet gavs också ut, vilket inkluderar en nedladdningsbar kupong till spelet samt ett "Season Pass" för framtida nedladdningsbart innehåll.
Spelet gavs senare ut till Microsoft Windows den 29 augusti 2013.